# 葡萄牙憲法
《葡萄牙共和國憲法》（葡萄牙語：Constituição da República Portuguesa）是葡萄牙共和國的憲法。制憲会议在1976年4月2日召開的全體會議上，通过并命令制定现行宪法。

## 歷史
1974年4月25日，葡萄牙武裝部隊運動发动康乃馨革命，推翻法西斯主义的“新国家”政权，使葡萄牙人民的長期反抗取得成功。這次革命使葡萄牙人重獲基本權利和自由，為保障這些權利和自由，制定一部符合人民意願的憲法的呼声高涨。1975年4月25日，制憲会议通過民主選舉產生，逾60%的成員為先前被独裁政权打壓和监禁的左翼政黨成員。
1976年4月2日，制憲会议召開全體會議，在左翼的社會黨和葡萄牙共产党支持下，通過《葡萄牙共和國憲法》，并于同年4月25日生效。宪法序言写道：“制宪会议庄严宣布：葡萄牙人民决心保卫国家独立，捍卫公民基本权利，确立民主制度的根本原则，确保法治在民主国家中的最高地位，开辟走向社会主义社会的道路，以尊重人民的意志，建设一个更为自由、更加公正和更多友爱的国家。”后于1982年和1989年兩度修憲，在右翼的社會民主黨和人民党支持下，删除正文中涉及社會主義的條款，仅序言仍有一处提及社会主义。
在1982年和1989年修宪之前，葡萄牙宪法是一份充满意识形态色彩的法律文件，多处提及社会主义、工人权利和社会主义经济的可行性，并严格限制私人投资和商业活动。其中许多文本是由葡萄牙共产党籍议员在制宪会议中提出的，并得到社会党籍议员的支持。由此产生的文件宣称共和国的目标是“确保向社会主义过渡”。宪法还敦促国家“实现生产资料社会化，废除人对人的剥削”，与卡尔·马克思和弗里德里希·恩格斯撰写的《共产党宣言》相呼应，并规定工人委员会有权监督企业的管理，有权选举其代表进入国有企业的董事会。